# Prisopus piperinus
Prisopus piperinus är en insektsart som beskrevs av Ludwig Redtenbacher 1906. Prisopus piperinus ingår i släktet Prisopus och familjen Prisopodidae. Inga underarter finns listade i Catalogue of Life.